# Эрве, Жан
Жан Эрве (фр. Jean Hervé; 30 марта 1884 — 27 ноября 1966) — французский регбист, чемпион летних Олимпийских игр 1900. Выступал за клуб «Стад Франсе».
На Играх Эрве входил в сборную Франции по регби, которая, обыграв Германию и Великобританию, стала победительницей турнира и получила золотые медали.